# Malika Ménard
Pour les articles homonymes, voir Ménard.
Malika Ménard, née le 14 juillet 1987 à Rennes, est une reine de beauté, journaliste et animatrice de télévision française. Elle est élue Miss Calvados 2009, Miss Normandie 2009 puis Miss France 2010.

## Biographie
Au moment de l'élection de Miss France 2010, Malika Ménard est étudiante en troisième année de droit à l'université de Caen et souhaite devenir journaliste. Elle a auparavant obtenu un baccalauréat économique et social avec une mention « Bien », et entamé des études en classes préparatoires littéraires au lycée Malherbe de Caen, qu'elle abandonne par la suite.
Elle était également hôtesse au stade Michel-d'Ornano pour le stade Malherbe Caen, le club de football de la ville.

### Miss France 2010
Élue Miss Calvados et Miss Normandie en 2009, Malika Ménard participe au concours Miss France en 2010. Le jury, présidé par l'actrice et chanteuse Arielle Dombasle, était composé du couturier Jean-Paul Gaultier, de l'acteur Jimmy Jean-Louis, de l'animateur Jean-Luc Reichmann, de l'animatrice Mareva Galanter (Miss France 1999), de l'acteur Xavier Deluc et de l'actrice et ex-mannequin Farida Khelfa.
Malika Ménard est la première Miss France élue uniquement par les téléspectateurs. Elle a obtenu 34 % des votes du public, devant Miss Rhône-Alpes (20,1 %), Miss Bretagne (18,4 %), Miss Provence (16,1 %) et Miss Quercy-Rouergue (11 %). Sa 1re dauphine, Virginie Dechenaud, représente la France à l'élection de Miss Monde 2010.
Son règne est notamment marqué par la démission de Geneviève de Fontenay de la Société Miss France, en avril 2010.
Le 24 août 2010 à Las Vegas, Malika se classe parmi les finalistes du concours Miss Univers et termine au 13e rang.
Son titre de Miss France lui permet de voyager en Martinique, à La Réunion, en Nouvelle-Calédonie, aux États-Unis, à Saint-Martin, à Saint-Barthélemy, aux Maldives et en Guadeloupe.
Le 4 décembre 2010, elle transmet sa couronne et son titre à Laury Thilleman, élue Miss France 2011.

### Journalisme
Malika Ménard intègre ensuite le Centre de formation et de perfectionnement des journalistes (CFPJ) et commence en mars 2011 une alternance de deux ans à TV Magazine.

### Télévision et radio
À partir de février 2011, Malika Ménard anime pendant quatre mois l'émission Paris tout compris, sur France 3, tous les dimanches à 10 h 50, en remplacement de Virginie de Clausade, partie en congé maternité. Elle reprend les commandes du programme en février 2012 et devient animatrice officielle, Virginie de Clausade étant partie sur TF1.
Le 15 novembre 2011, elle prend les commandes de l'émission Face Off sur la chaine Syfy pour une durée de deux mois. Elle commente le concours Miss Monde 2012 sur Paris Première le 18 août 2012.
À partir d'août 2012, elle tient une chronique sur le football dans l'émission hebdomadaire Cissé Sport sur la radio Le Mouv'. Malika rejoint la chaîne sportive L'Équipe 21 en août 2013 et présente l'actualité sportive en duo avec Lionel Rosso dans Le Grand Tour de l'Équipe le samedi et le dimanche entre 18 h et 20 h 15. Sur cette même chaîne, elle a présenté seule Le Grand Bêtisier du sport en décembre 2013.

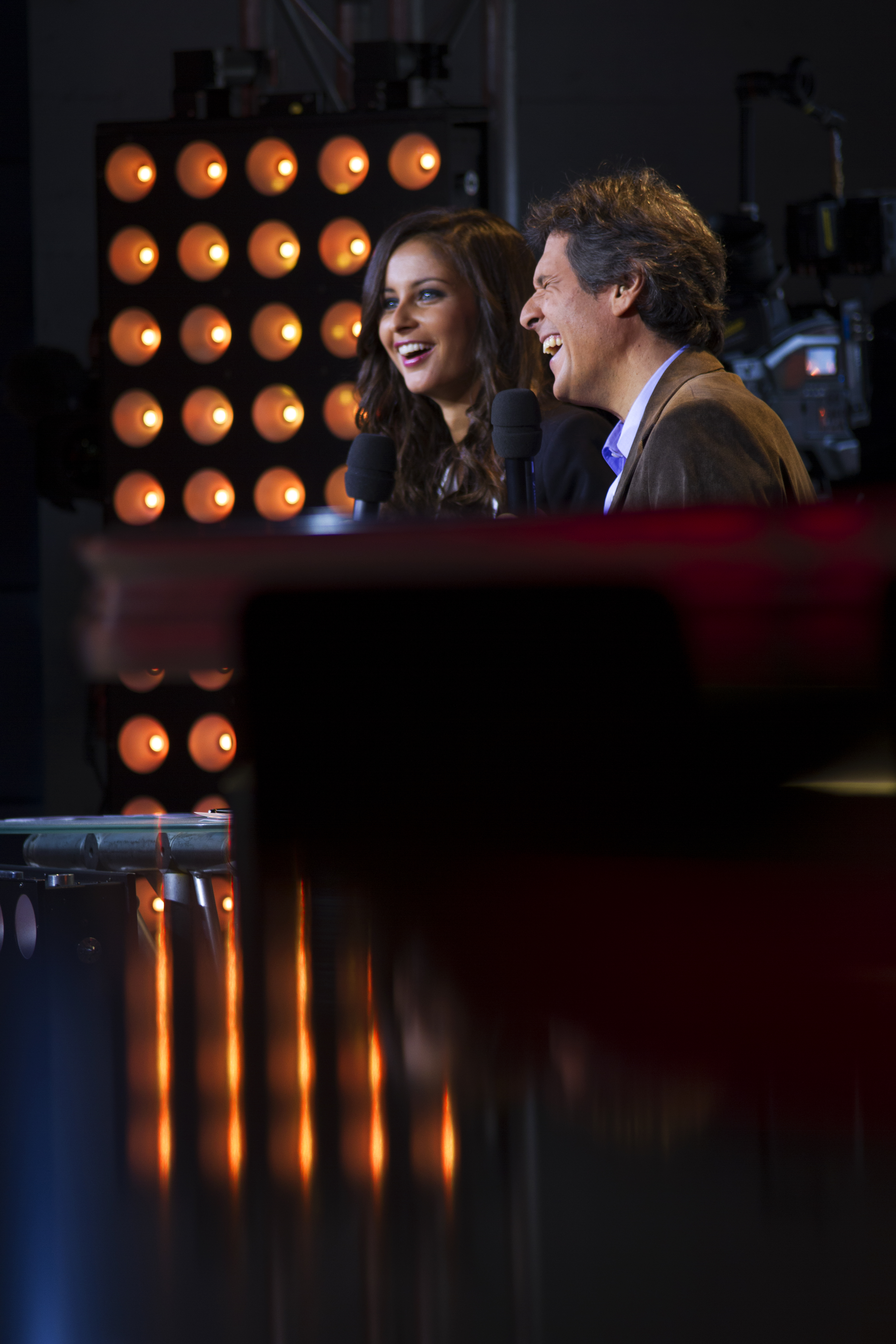
Jean-Philippe Lustyk et Malika Ménard dans Paris le Club.

En septembre 2013, de retour sur France 3, Malika coanime avec Jean-Philippe Lustyk, Paris, le club, la première émission de télévision dédiée au club de football de Paris, le Paris Saint-Germain.
Les 10 et 11 octobre 2014, elle présente Paris en mode collections avec Pascal Mounier sur France 3 Paris Île-de-France.
En mai 2015, elle fait une apparition dans le clip On verra du rappeur Nekfeu.
En février 2016, elle participe notamment à l'émission Le Grand Blind Test sur TF1, animée par Laurence Boccolini.
Depuis 2015, elle présente les supermarchés Lidl dans ses publicités télévisées.
Le 17 décembre 2016, elle fait partie du jury de l'élection de Miss France 2017, à l'Arena de Montpellier.
En mai 2017, elle intègre la chaine NRJ 12 pour y animer un magazine d'enquête et d'investigation inédit qui sera diffusé l'été en prime-time, intitulé Dans les secrets de....
De juin 2017 à 2018, elle présente également 9h50 le matin en Normandie avec Laurent Quembre sur France 3 Normandie.
Le 19 décembre 2020, elle est présente lors de l'élection de Miss France 2021, composé d'anciennes Miss France et présidé par Iris Mittenaere, Miss France et Miss Univers 2016. L'élection se déroule au Puy du Fou et est retransmise en direct sur TF1 et est remportée par Amandine Petit découverte par Malika Ménard. Dans un entretien accordé à l'hebdomadaire Liberté - Le Bonhomme libre, Malika Ménard, a confié avoir incité Amandine Petit à participer à des concours de beauté, notamment Miss Normandie : « Je l'avais repérée dans la rue, elle avait 17 ans. Je faisais une dédicace à Caen, elle était venue me parler et je l'avais invitée à se présenter à Miss Normandie où elle avait fini dauphine. C'est la seule fois où ça m'est arrivé. J'ai trouvé qu'elle avait tous les critères pour aller loin dans la compétition ».

#### Animatrice tv/radio
- 2011-2012 : Paris tout compris sur France 3
- 2011 : Face Off sur Syfy
- 2012: Miss Monde 2012 sur Paris Première
- 2013 : Le Grand Tour de l'Équipe sur L'Équipe 21 avec Lionel Rosso
- 2013: Le Grand Bêtisier du sport sur L'Équipe 21
- 2013-2014 : Paris, le club sur France 3 avec Jean-Philippe Lustyk
- 2014: Paris en mode collections sur France 3 Paris Île-de-France
- 2015 : Fashion Bloggers sur E!
- 2015 : Je m'entraîne avec Malika sur MCS Bien être
- 2017 : Dans les secrets de... sur NRJ 12
- 2017-2018: 9h50 le matin en Normandie sur France 3 Normandie avec Laurent Quembre
- 2018 : Les Olympiades des métiers sur France 3 avec Sylvie Adigard
- 2021 : Envie sur Top Santé Tv
- 2022-2023 : La Matinale de M radio
- Depuis 2022 : Souvenirs d'écoliers sur SQOOL TV

#### Participations TV
- 2015 : Le Maillon faible sur D8
- 2015 : L'Académie des neuf (NRJ 12)
- 2016-2017 : Le Grand Blind Test sur TF1
- 2018 : Tout le monde joue sur France 2
- 2019 : Le Grand Concours des Animateurs sur TF1
- 2022 : Saison 5 du Meilleur Pâtissier, spécial célébrités sur Gulli : candidate

### Radio
M Radio avec Vincent Cerrutti

### Vie privée
Fille de Gilles Ménard, kinésithérapeute, et d'Armelle Huon, dentiste, Malika Ménard a un frère cadet, prénommé Raphaël, né en 1990. À la suite du divorce de ses parents alors qu'elle n'a que cinq ans, elle est séparée de son père durant quatre années avant de le retrouver.
À 16 ans, elle forme un couple avec Benoît Costil, qu'elle connaît depuis l'école. Il est alors apprenti footballeur au Stade Malherbe Caen, où elle va travailler ensuite en tant qu'hôtesse. Leur relation prend fin en 2009, juste avant son sacre de Miss France. Ils restent depuis des proches.
On lui connaît une relation en 2014 avec un autre footballeur, le joueur de l'Olympique lyonnais Clément Grenier. En 2015, elle est en couple avec le comédien Michaël Cohen, marié auparavant et père adoptif d'un fils avec Emmanuelle Béart, dont elle se sépare moins de deux ans après leur rencontre. Elle vit par la suite une histoire avec le chanteur Ycare entre 2016 et 2017, puis de janvier 2018 à début 2019. En mai 2020 elle entame une relation avec Christophe Juville, restaurateur marseillais et gérant du réseau de restaurants franchisés Spok. Après une première rupture au mois de février, ils se séparent finalement en juin 2021.
En 2020 dans son livre Fuck les complexes, elle révèle avoir été victime d'agressions sexuelles et d'attouchements dans son enfance dès l'âge de cinq ans.
Elle se marie avec un homme d'affaires belgo-marocain à Tarifa, en Espagne, le 13 juillet 2024,. Le 5 février 2025, elle annonce être enceinte de son premier enfant. Elle accouche en mai 2025 d'une fille, Shérazade. 

### Parcours
- Miss Calvados 2009, élue le 17 septembre 2009.
- Miss Normandie 2009, élue le 13 octobre 2009.
- Miss France 2010, élue le 5 décembre 2009 à Nice.
- Top 15 à Miss Univers 2010, le 24 août 2010 à Las Vegas, États-Unis.

## Ouvrage
- Malika Ménard, Fuck les complexes, éditions Amphora, 2020, 323 p. (ISBN 2757604538)